# Bo Ya
Bo Ya (chinois : 伯牙), également appelé Yu Boya (chinois : 俞伯牙), est un musicien et compositeur chinois, célèbre joueur de guzheng ou guqin de la période des Printemps et Automnes ou de la période des Royaumes combattants.

## Biographie
Bo Ya vivait dans l'état de Chu, du temps de la période des Printemps et Automnes. 
C'était un joueur de guzheng (ou guqin), cithare traditionnelle chinoise, élève du maître Cheng Lian, et toujours en quête d'une meilleure expression des sentiments au moyen de son instrument. Voyant cela, son maître décide de l'emmener chez son propre maître, habitant une île en mer de Chine orientale. Sur place, Cheng Lian demande à Bo Ya d'attendre le maître en lui indiquant qu'il reviendrait le chercher lorsque son apprentissage serait achevé. Mais les jours passent, sans trace de vie humaine, et Bo Ya trouve seul l'inspiration dans le chant des oiseaux et le bruit de la nature, les ressentant au point de pouvoir l'exprimer parfaitement dans sa musique.
La légende indique qu'il jouait désormais de sorte que « même les chevaux mangeant à leur auge levaient la tête et écoutaient ». Mais personne ne pouvait partager cette émotion. Cependant, alors qu'il naviguait un jour sur une rivière et fut contraint de s'abriter des pluies, il ressentit le besoin de toucher son instrument pour répondre aux éléments, et il aperçut sur la rive un bûcheron assis, subjugué par la musique, Zhong Ziqi, qui se révéla avoir un ressenti profond de tout ce que Bo Ya exprimait avec sa cithare. « Tout ce à quoi Bo Ya pensait, Zhong Ziqi était à coup sûr capable d’en saisir le sens ». Ils devinrent ainsi les meilleurs amis, convenant de se revoir prochainement.
Plus tard, revenant visiter son ami, Yo Boya apprit que Zhong Ziqi était décédé. Il se rendit sur sa tombe et joua, dévasté à l'idée que personne désormais ne comprendrait plus sa musique : ensuite, il brisa son instrument et ne joua dès lors plus jamais de son existence,.

## Postérité
Traditionnellement, l'histoire est devenue un symbole chinois d'amitié, illustrant le concept de zhiyin (chinois : 知音 ; « connaître le son », littéralement). La légende est notamment relatée dans le Lie Zi, le « Vrai classique du vide parfait », et se trouve fréquemment dans la littérature chinoise.
Comme compositeur, Bo Ya est réputé être l'auteur de Gaoshan Liushui, couple des airs traditionnels « Haute montagne » (Gao Shan : 高山) et « Écoulement de l’eau » (Liu Shui : 流水), toujours au répertoire,. Cette musique figure également dans le Voyager Golden Record,. 
Depuis 1976, un cratère de la planète Mercure est nommé Po Ya en son honneur,. 
Depuis 2014, l'histoire de Yu Boya et Zhong Ziqi est au titre de la province du Hubei classée au patrimoine national culturel immatériel. 